# نوک پیکان

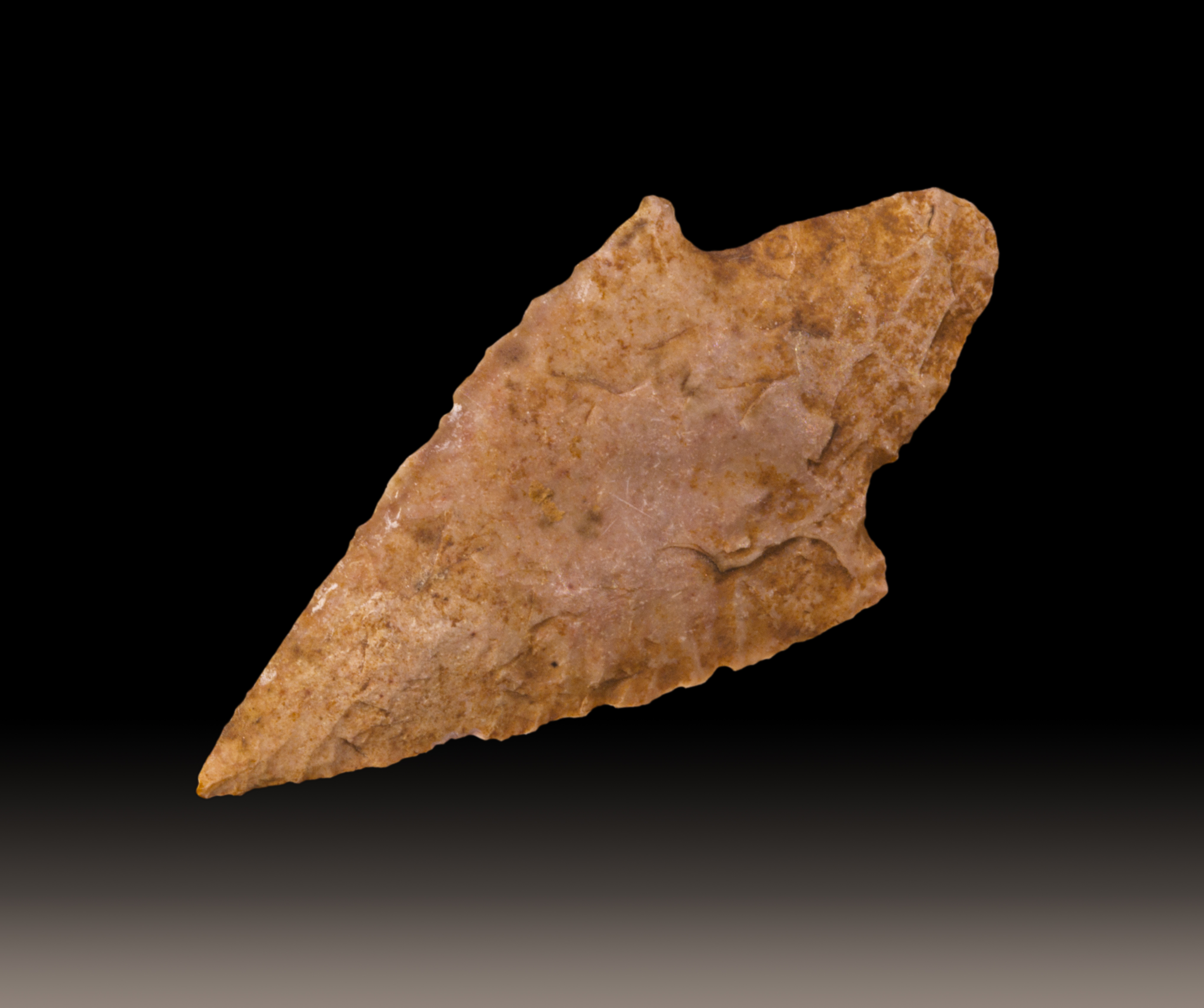
نوک پیکان ساخته شده از سنگ چرت متعلق به ۳۳۰۰ تا ۲۴۰۰ پیش از میلاد

نوک پیکان (به انگلیسی:arrowhead) معمولاً نوک تیز و سخت شده یک تیر است که بخش عمده ای از جرم پرتابه را تشکیل می‌دهد و مسئول برخورد و نفوذ به یک هدف و همچنین انجام برخی اهداف خاص مانند سیگنال دهی است.
نوک پیکان‌های اولیه از سنگ و از مواد آلی ساخته شده می‌شدند. با پیشرفت تمدن‌های بشری، از مواد آلیاژی دیگر استفاده شد. نوک پیکان دست‌ساخته‌های مهمی برای باستان‌شناسان هستند. نوک پیکان‌ها یک زیر مجموعه از سر پرتابه‌ها می‌باشند. امروزه و توسط علاقه مندان نوین هنوز «سالانه بیش از یک میلیون نیزه و نوک پیکان جدید تولید می‌شود».
در عصر سنگ، مردم از استخوان‌های تیز شده، سنگ‌های آتشزنه، پولک‌ها، تراشه‌ها و تکه‌های سنگ به عنوان سلاح و ابزار استفاده می‌کردند. چنین اقلامی در سراسر تمدن بشری مورد استفاده قرار گرفتند و با گذشت زمان از مواد جدیدی استفاده شد. به عنوان دست‌ساخته‌های باستان‌شناسی، چنین اشیایی به عنوان سرپرتابه و بدون مشخص‌سازی استفاده آنها در کمان یا نیزه یا هر روش پرتابی دیگر طبقه‌بندی می‌شوند.
چنین دست‌سازه‌هایی را می‌توان در سراسر جهان و در مکان‌های مختلف یافت. آنهایی که باقی مانده‌اند معمولاً از سنگ ساخته شده‌اند که عمدتاً از سنگ آتشزنه، ابسیدین یا چرت تشکیل شده‌است. در بسیاری از کاوش‌ها نوک پیکان‌های استخوانی، چوبی و فلزی نیز یافت شده‌است.
پرتابه‌های سنگی با قدمت ۶۴۰۰۰ سال از لایه‌های رسوب باستانی در غار سیبودو و در آفریقای جنوبی کاوش شد. در بررسی‌ها آثاری از خون و بقایای استخوان و چسب ساخته شده از یک رزین گیاهی که برای چسباندن آن‌ها به یک محور چوبی استفاده شده‌است. این نشان‌دهنده یک «رفتار خواستار فرایند شناختی» مورد نیاز برای تولید چسب می‌باشد.
«شکار با تیر و کمان نیاز به برنامه‌ریزی پیچیده چند مرحله ای، جمع‌آوری مواد و آماده‌سازی ابزار نیاز دارد و مستلزم مجموعه ای از مهارت‌های اجتماعی و ارتباطی نوآورانه است.»
نوک پیکان‌ها به شفت‌های پیکان متصل می‌شوند تا از کمان پرتاب شوند. انواع مشابهی از سر پرتابه ممکن است به یک نیزه متصل شده و با استفاده از آتالاتل (پرتاب کننده نیزه) «پرتاب» شود.
نوک پیکان یا سر پرتابه قسمت اصلی و پایه‌ای تیر است و بیشترین نقش را در تعیین هدف آن ایفا می‌کند. برخی از تیرها ممکن است به سادگی از یک نوک تیز شده از شفت جامد استفاده کنند، اما ساختن سر پیکان‌های جداگانه، معمولاً از فلز، شاخ، سنگ یا مواد سخت دیگر، بسیار رایج تر است.

## انواع
نوک پیکان‌ها معمولاً با توجه به عملکردشان دارای انواع مختلفی هستند. به عنوان مثال نوک پیکان‌های سه تیغه ای، سه تیغه ای یا سکایی در مناطق تحت تأثیر سکاها و ایرانیان باستان یافت شده‌اند. این نوع از نوک پیکان‌ها معمولاً توسط ارتش شاهنشاهی هخامنشی استفاده می‌شده‌است.

### نگارخانه

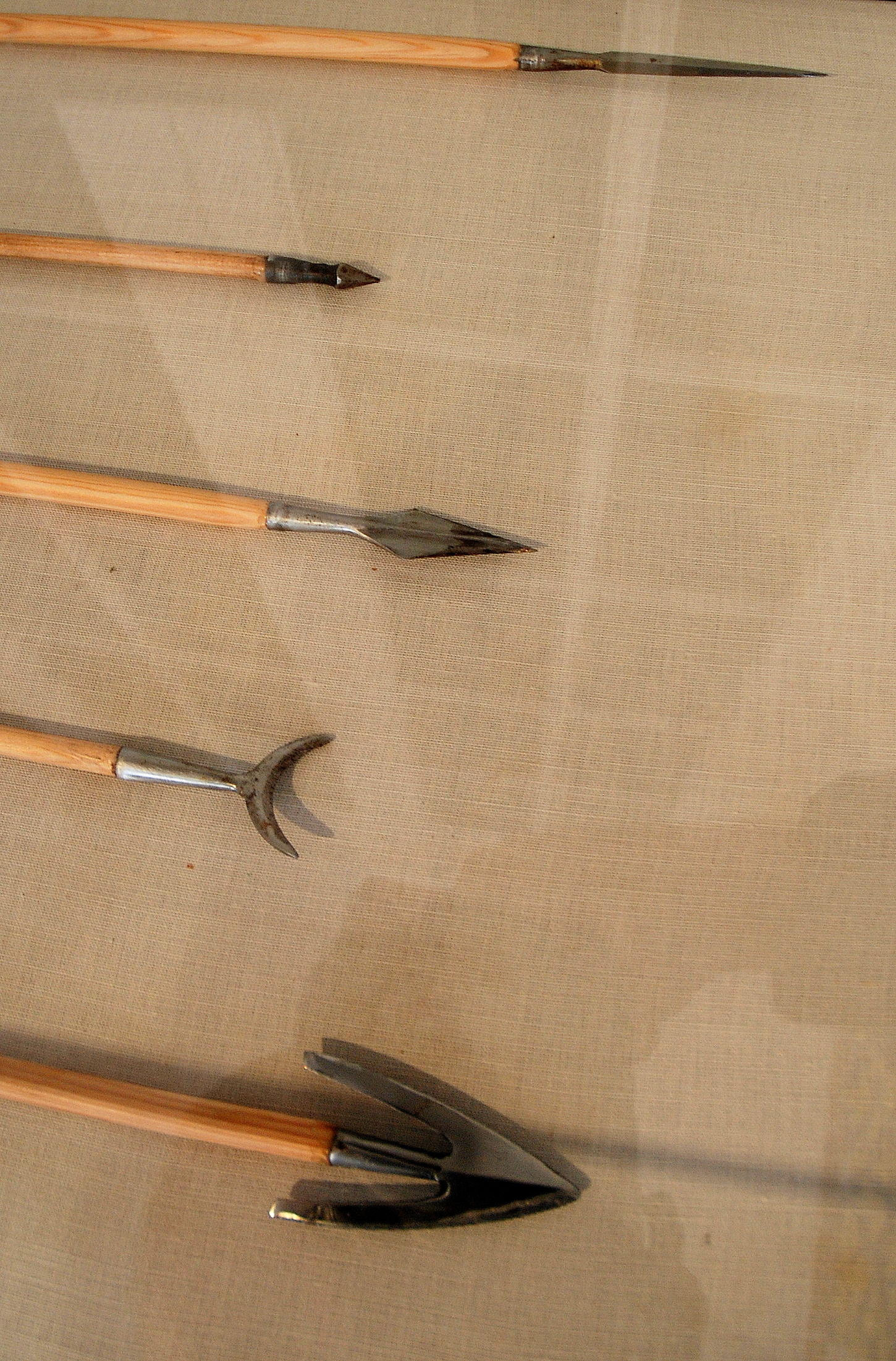
کپی‌های مدرن از نوک پیکان‌های مختلف اروپای قرون وسطی
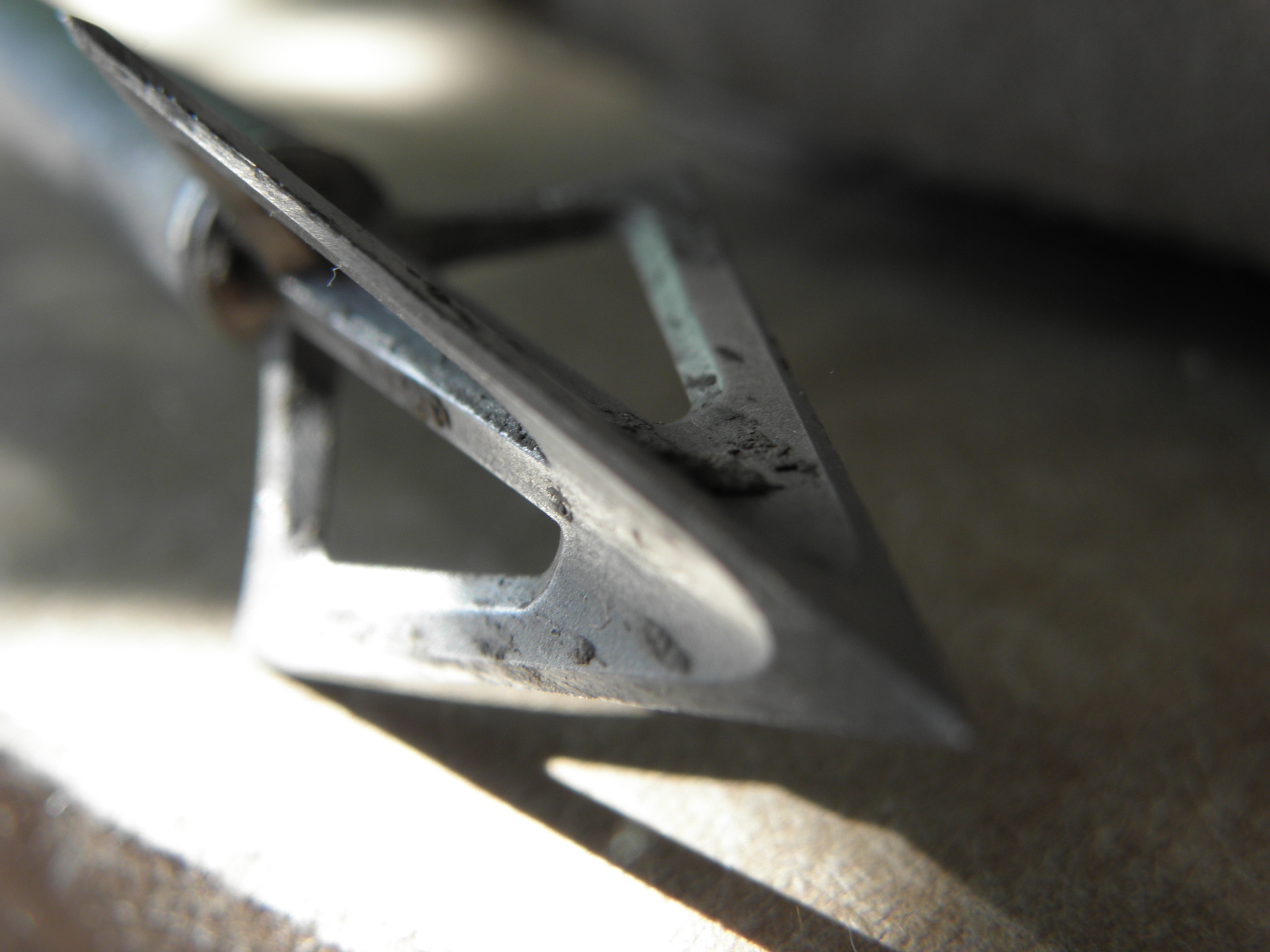
یک نوک‌پیکان سر پهن مدرن
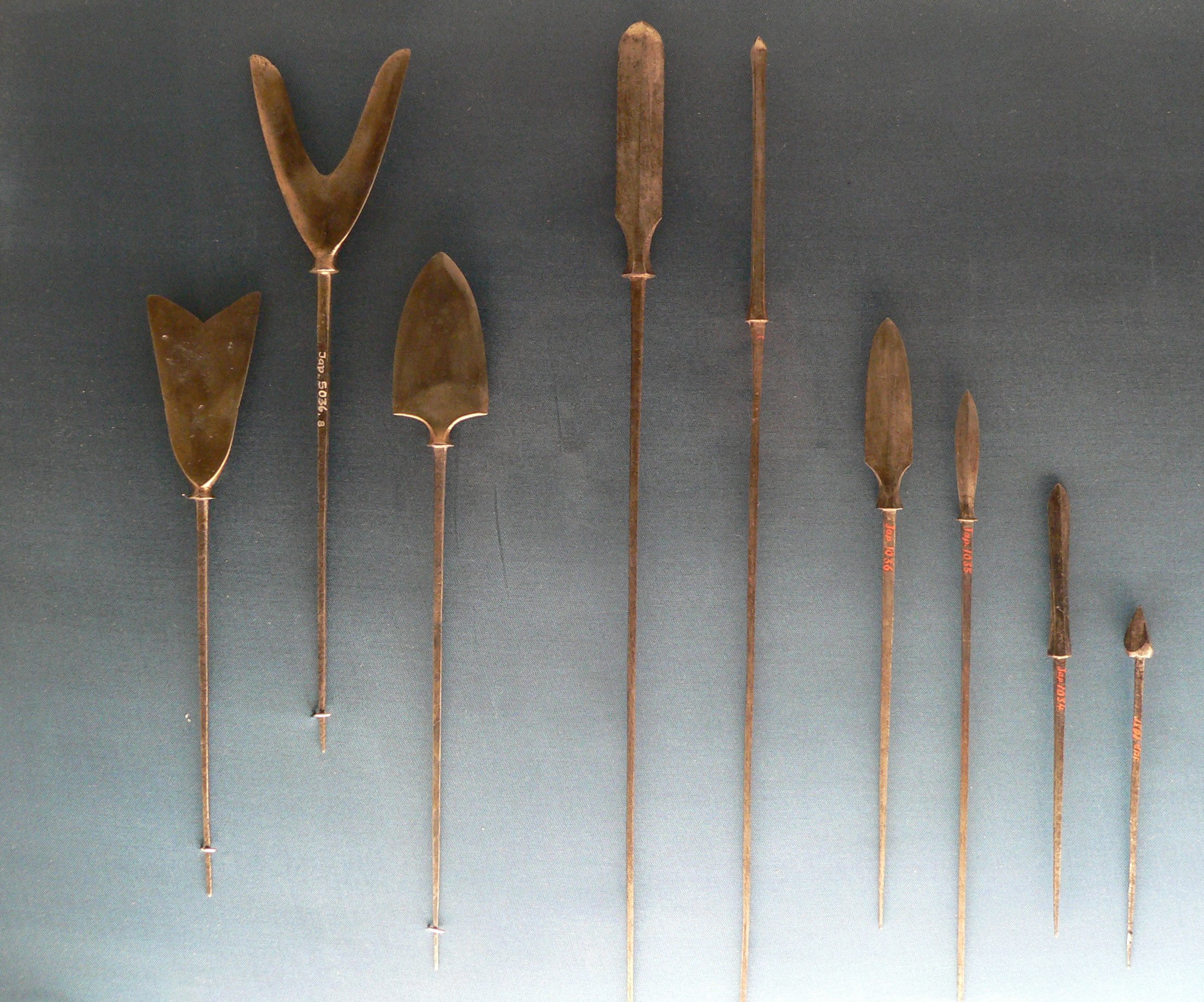
نوک پیکان‌های ژاپنی با چندین شکل و عملکرد
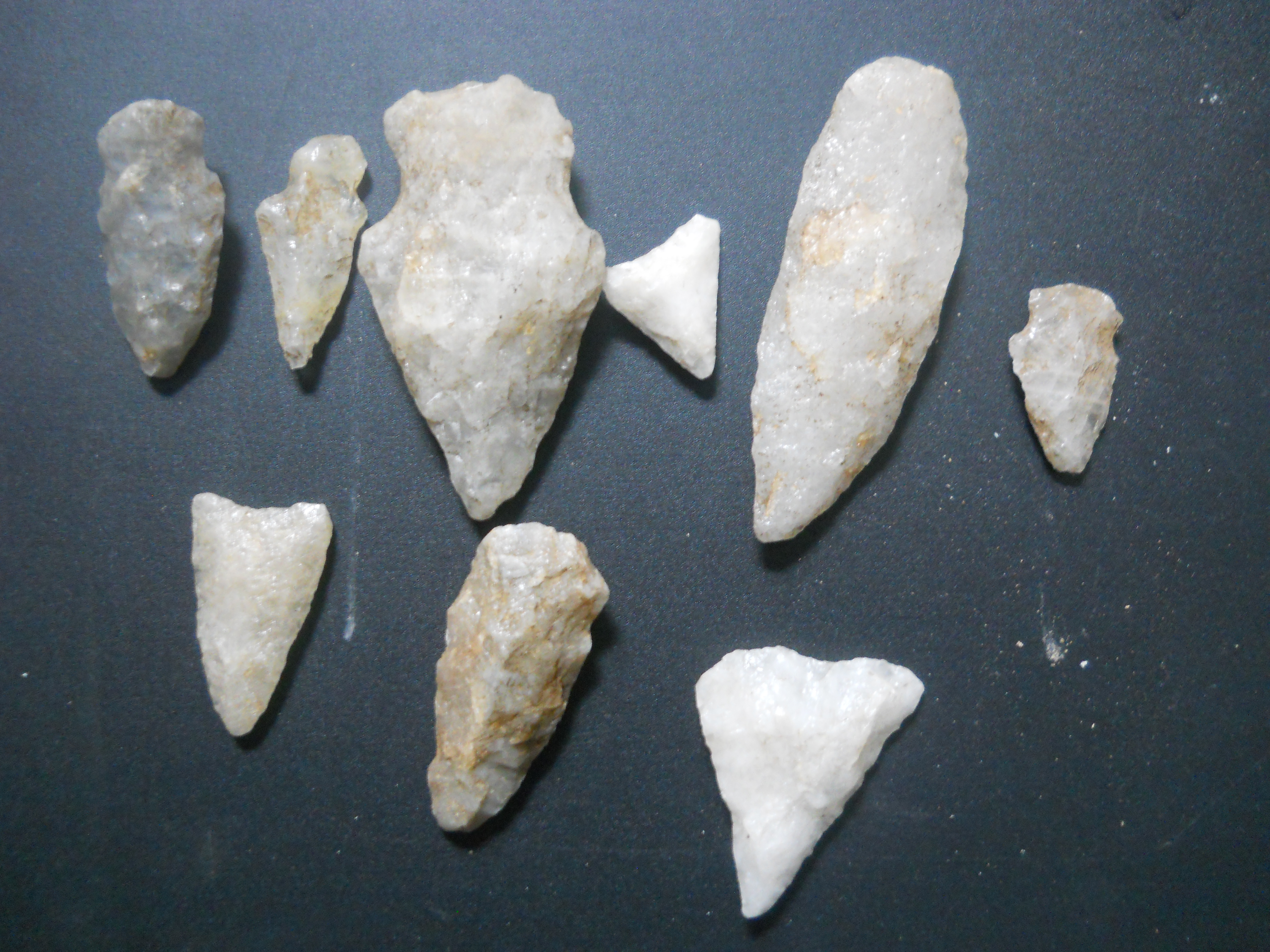
چند نوک پیکان ساخته شده از کوارتز
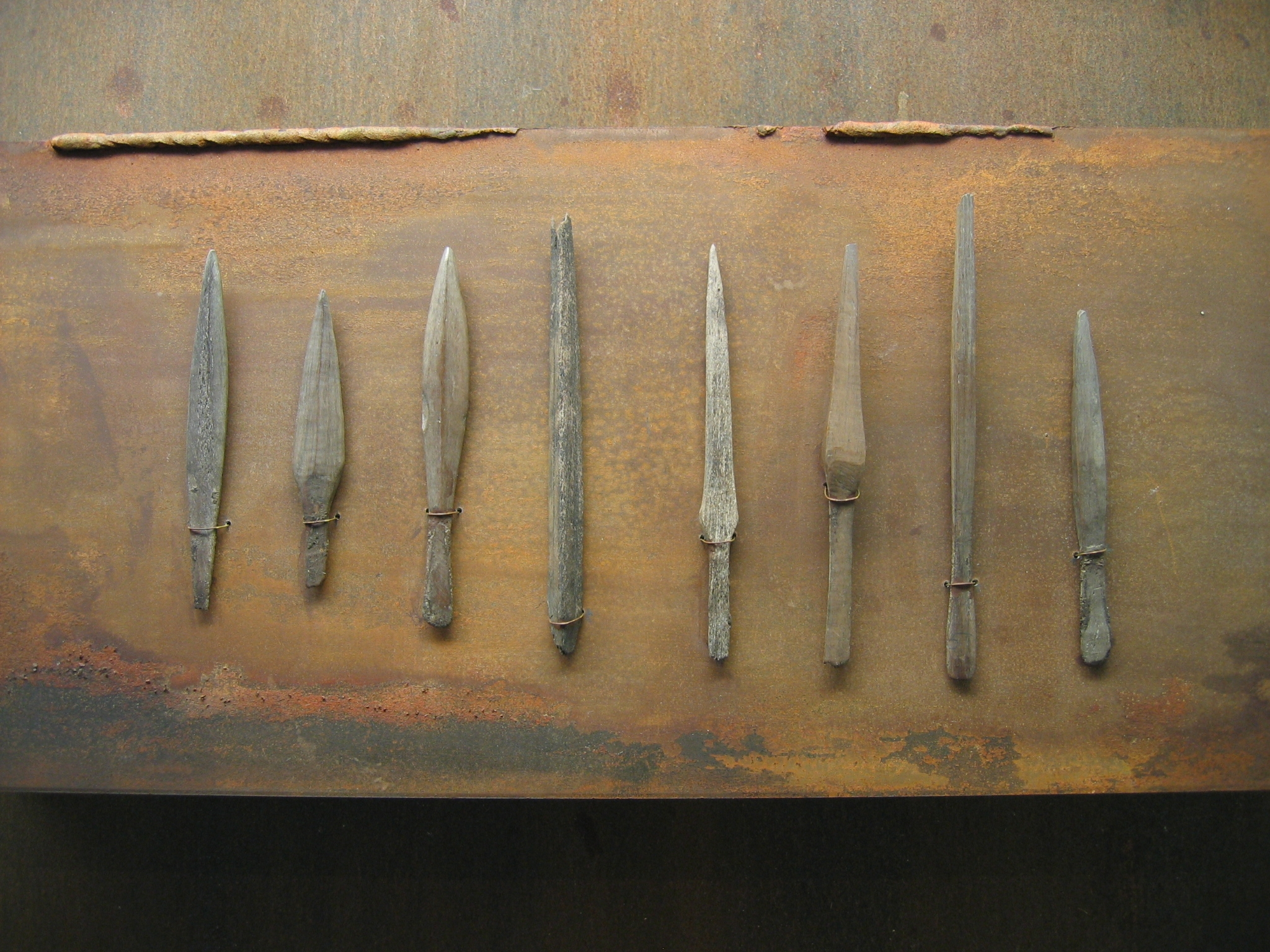
نوک پیکان ساخته شده از استخوان و شاخ گوزن (قرن سوم تا پنجم میلادی)
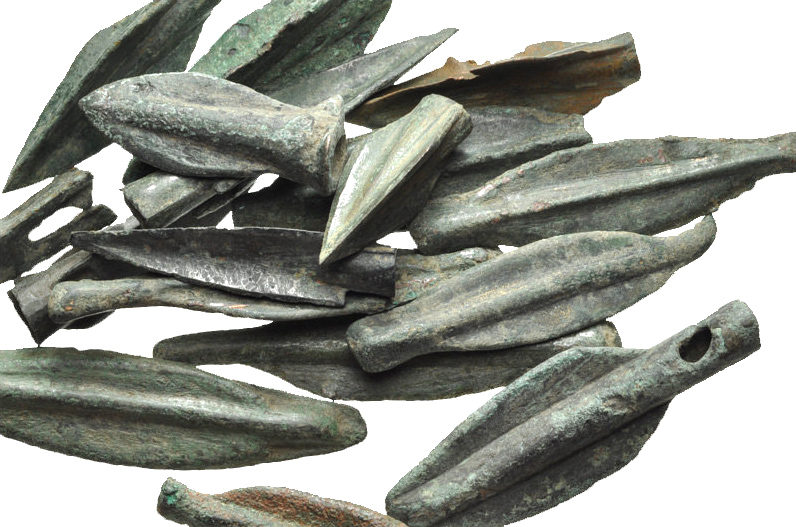
نوک‌پیکان‌های برنزی مربوط به یونان باستان